# Conseil démocratique syrien
2e législature
Al-Malikiyah
Le Conseil démocratique syrien (MSD, kurde : Meclîsa Sûriya Demokratîk, en arabe : مجلس سوريا الديمقراطية) est l'aile politique des Forces démocratiques syriennes de l'administration autonome du Nord-Est de la Syrie. La mission déclarée de la CDS travaille à la mise en œuvre d'un « système laïque, démocratique et décentralisé pour toute la Syrie ».

## Création et histoire

### 2015
Le Conseil démocratique syrien a été créé le 10 décembre 2015 à Al-Malikiyah,,. Le défenseur des droits de l'homme Haytham Manna a été élu coprésident lors de sa fondation.
L'Assemblée qui a créé le Conseil démocratique syrien était composée de 13 membres issus de milieux ethniques, économiques et politiques spécifiques.

### 2016
Le 1er août 2016, le Conseil démocratique syrien a ouvert un bureau public à Hassaké.
Le 11 septembre 2016, le mouvement Syrie de Demain signe un accord de coopération avec le Conseil démocratique syrien et sa région autonome du Nord-Est.
Fin septembre et début octobre 2016, un forum pour le Conseil démocratique syrien s'est tenu dans la ville de Rmelan, dans le nord-est du gouvernorat de Hassaké. Parmi les participants à la conférence figuraient un représentant de Jablé, dans le gouvernorat de Lattaquié occidental.

### 2017
Le 13 janvier 2017, une assemblée constituante de jeunes a été créée à Qamishli.
Le 25 février 2017, le Parti démocratique assyrien a accepté de rejoindre le Conseil démocratique syrien, et les YPG ont accepté de remettre la sécurité des villes assyriennes le long de la rivière Khabur aux Gardes de Khabour et à forces Nattoreh, qui ont rejoint les Forces démocratiques syriennes,. La passation d'autorité se fait le 13 avril 2017. Les YPG conservent une base militaire près de Tell Tamer. Le même jour, la deuxième conférence de la CDS a eu lieu à al-Malikiyah. Riad Darar a été élu coprésident de la CDS, en remplacement de Haytham Manna, et aux côtés de Îlham Ehmed, qui a été réélu.
Le 28 mai 2017, une branche féminine de l'Assemblée démocratique syrienne a été créée à Al-Shaddadah.

### 2018
Des élections au conseil étaient prévues pour début 2018, mais n'ont jamais eu lieu. Le 16 juillet 2018, la troisième conférence du CDS s'est tenue dans la ville d'Al-Tabqa sous le slogan « Vers une solution politique et la construction d'une Syrie démocratique décentralisée ». Les délégués ont élu Amina Omar comme coprésident du Conseil Exécutif (remplaçant Îlham Ehmed), tandis que Riad Darar est reconduit coprésident,.
Le 6 septembre 2018 dans la ville d'Ain Issa, au siège du CDS, la CDS a tenu une réunion des conseils locaux et des départements administratifs autonomes du Nord-Est de la Syrie. Amina Omar, coprésidente, les chefs des conseils civils du Nord-Est de la Syrie et les dignitaires des tribus arabes sont réunis pour former l'administration autonome du Nord-Est de la Syrie sur la base de la décision prise lors de la troisième conférence de la CDS tenue le 16 juillet 2018. Au cours de la réunion, le Conseil général de 70 membres pour l'administration autonome du  Nord-Est de la Syrie a été formé comme suit: 49 membres des conseils législatifs dans les domaines de l'administration autonome et des conseils civils, et 21 membres des technocrates convenus lors de la préparation comité et discuter d’autres ministères. Siham Qariou (syriaque) et Farid Atti (kurde) ont été élus à la présidence conjointe du Conseil général pour l'administration autonome du Nord-Est de la Syrie. Cinq membres du Bureau général du Conseil ont également été élus. Berivan Khaled (Khalid) et Abdul Hamid al-Mahbash ont été élus coprésidents de l'Organe exécutif,,,. Plus tard, lors de la réunion du 3 octobre 2018, les coprésidents des neuf autorités du Conseil exécutif ont été élus,. Le 21 octobre, s'est tenue la première réunion du Conseil général, au cours de laquelle un comité juridique de trois personnes a été créé, dont la tâche est de déterminer les lois, les concepts et les propositions des comités, départements et bureaux, en plus d'étudier les lois édictées par le Conseil. À la réunion, il a été décidé de tenir des réunions du Conseil deux fois par mois.

## Participation aux négociations sur la Syrie
Le Conseil démocratique syrien a été invité à participer aux pourparlers de paix internationaux de Genève III sur la Syrie en mars 2016. Il a toutefois rejeté les invitations car aucun représentant du Mouvement pour une société démocratique, dirigé par le Parti de l'Union démocratique, n'a été invité[réf. souhaitée].
Depuis le 31 janvier 2018, la DDC est enregistrée aux États-Unis en tant que « parti politique étranger » en vertu de la loi sur l'enregistrement des agents étrangers.

## Membres de l'Assemblée fédérale générale
| Nom                       | Parti | Parti                                                   | Alliance | Alliance | Canton | Notes                                                        |
| ------------------------- | ----- | ------------------------------------------------------- | -------- | -------- | ------ | ------------------------------------------------------------ |
| Salih El-Nebwanî          |       | Law–Citizenship–Rights Movement (QMH)                   |          |          | ?      |                                                              |
| Haytham Manna             |       | Law–Citizenship–Rights Movement (QMH)                   |          |          | ?      | Heysem Menaa (Kurdish Transcription)                         |
| Majid Hebu                |       | Law–Citizenship–Rights Movement (QMH)                   |          |          | ?      | Macid Hebo, European Representative of Wheat Wave Movement   |
| Betar El-Şerih            |       | Honor and Rights Convention (CDR)                       |          |          | ?      |                                                              |
| Meram Dawûd               |       | Honor and Rights Convention (CDR)                       |          |          | ?      |                                                              |
| Ziyad El-Asî              |       | Syrian Democratic Society                               |          | TAA      | ?      | Affiliated to Ahmed Al-Jarba                                 |
| Kerîm El-Dîn Fadil Fetûm  |       | Democratic Socialist Arab Ba'ath Party                  |          |          | ?      |                                                              |
| Ebilqadir El-Miwehed      |       | Syrian Democratic Modernity Party                       |          | LND      | ?      | Led by Fîras Qesas                                           |
| Parêzer Elaaddin El-Xalid |       | Syrian National Democratic Alliance                     |          |          | ?      |                                                              |
| Ehmed Ehrec               |       | Syrian National Democratic Alliance                     |          |          | ?      |                                                              |
| Fîdan Berîm               |       | Syrian National Democratic Alliance                     |          |          | ?      | Rewan Mihemed                                                |
| Ceyhan Khaddro            |       | Syrian National Democratic Alliance                     |          |          | Shahba | Dayr Hafir Representative                                    |
| Îşûh Gewriyê              |       | Syriac Union Party (SUP)                                |          | LND      | Jazira |                                                              |
| Şemîran Şemûn             |       | Syriac Union Party (SUP)                                |          | LND      | Jazira |                                                              |
| Lawyer Macid Behî         |       | Syriac Union Party (SUP)                                |          | LND      | Jazira |                                                              |
| Mihmedê Mûsê              |       | Left Party of Syrian Kurds                              |          | LND      | ?      |                                                              |
| Rojîn Remo                |       | Yekîtiya Star                                           |          | LND      |        | Women's Representative, also in Democratic Union Party (PYD) |
| Alî Hoco                  |       | N/A                                                     |          | N/A      | Shahba | Jarablus Representative                                      |
| Sîhanok Dîbo              |       | Democratic Union Party (PYD)                            |          | LND      | Jazira |                                                              |
| Hikmet Hebîb              |       | Arab National Coalition                                 |          | LND      | ?      |                                                              |
| Mistefa Meşayix           |       | Democratic Unity Party of Kurdistan (Democratic Yekîtî) |          | HNKS     | ?      |                                                              |
| Wail Mîrza                |       | Assyrian Democratic Party                               |          | LND      | Jazira |                                                              |
| Telal Mihemed             |       | Syrian Kurds' Democratic Peace Party (PADKS)            |          | LND      | ?      |                                                              |
| Mizgîn Zêdan              |       | Democratic Transformation Party                         |          | LND      | ?      |                                                              |
| Ferhad Têlo               |       | Kurdistan Liberal Union Party (PYLK)                    |          | LND      | ?      |                                                              |
| Xensa Hemûd               |       | Bureau of Arab Women                                    |          |          | ?      |                                                              |
| Newal El-Mezîd            |       | Independant                                             |          |          | ?      |                                                              |
| Ebdilrezaq Mihemed El-Taî |       | Democratic Council of Arab Tribes                       |          |          | Jazira |                                                              |
| Îlham Ehmed               |       | Democratic Union Party (PYD)                            |          | LND      | ?      | Yekîtiya Star                                                |
| Cîhad Mihemed Omer        |       | Independant (TEV-DEM)                                   |          | LND      | ?      |                                                              |
| Emar Helûş El-Salêm       |       | Indépendant                                             |          |          | ?      |                                                              |
| Fewzî Şengalî             |       | Kurdish Democratic Accord Party (al Wifaq)              |          | HNKS     | ?      |                                                              |
| Emcet Osman               |       | Syrian Reform Movement (Al-Îslah)                       |          | HNKS     | ?      |                                                              |
| Îbrahîm El-Hesen          |       | N/A                                                     |          | N/A      | Kobanî | Tell Abyad Turkmen Representative                            |
| Bêrîvan Ehmed             |       | N/A                                                     |          | N/A      | N/A    | Youth Representative                                         |
| Faris Eto Şemo            |       | Yazidi House                                            |          |          | Jazira | Mala Êzîdiyan                                                |
| Fehed Daqûrî              |       | Council of Kurdish Tribes                               |          |          | Kobanî |                                                              |
| Cîhan Xedro               |       | Independant                                             |          |          | Shahba |                                                              |
| Cemal Şêx Baqî            |       | Syrian Kurdish Democratic Party (PDK-S)                 |          | ENKS     | ?      | Jamal Sheik Baqi                                             |
| Nasir El-Nasir            |       | Independant                                             |          |          | ?      |                                                              |
| Bassam Said Ishak         |       | Syriac National Council                                 |          | LND      | ?      | Syriac European diaspora Representative                      |
| Hisnî Xemîs               |       | Independant                                             |          |          | ?      |                                                              |
| Cebel El-Ereb             |       | Patriotic Initiative                                    |          | HNKS     | ?      |                                                              |